# Johann Heinrich Breuning

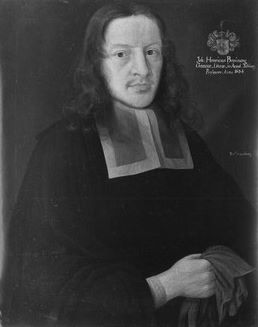
Johann Heinrich Breuning mit Tuch, 1684, auf einem Gemälde von Johann Georg Dramburg in der Tübinger Professorengalerie

Johann Heinrich Breuning (* 12. Juli 1650 in Stuttgart; † 12. Oktober 1686 in Tübingen) war ein württembergischer evangelischer Theologe und Hochschullehrer.

## Leben und Wirken
Johann Heinrich Breuning immatrikulierte sich 1668 an der Universität Tübingen. Am 14. August 1672 wurde er Magister und 1676 Repetent am Evangelischen Stift Tübingen. Er heiratete Katharina Wölfflin (* 1658 in Tübingen; † 14. Februar 1699 in Rothenburg ob der Tauber). Im Jahr 1681 wurde er Diakon von St. Leonhard in Stuttgart und ab 1682 zweiter Diakon der Stuttgarter Stiftskirche. Von 1684 war er Professor der evangelischen Theologie und der griechischen Sprache an der Universität Tübingen. Breuning starb im Alter von nur 36 Jahren. Sein 1684 von Johann Dramburg gemaltes Porträt befindet sich in der Tübinger Professorengalerie.